# 中国人民解放军军事科学院战略评估咨询中心
中国人民解放军军事科学院战略评估咨询中心，位于北京市，是中国人民解放军军事科学院的研究中心。

## 沿革
前身为军事科学院作战理论和条令研究部，后者的前身则是军事科学院军事运筹分析研究所。
2017年7月19日，新调整组建的军事科学院、国防大学、国防科技大学成立大会暨军队院校、科研机构、训练机构主要领导座谈会在北京八一大楼举行，中共中央总书记、国家主席、中央军委主席习近平向军事科学院、国防大学、国防科技大学授军旗、致训词，出席座谈会并发表讲话。新调整组建的军事科学院成立了军事科学院评估论证研究中心。
2021年更名为军事科学院战略评估咨询中心，下设评估研究部、战略评估部、作战评估部、建设管理评估部。历史上先后由军事运筹分析研究所、作战理论和条令研究部、评估论证研究中心主办的学术期刊《军事运筹与系统工程》仍由该中心主办，并更名为《军事运筹与评估》。

## 历任领导
评估论证研究中心
主任
- 游光荣（2017年—？）[10]

战略评估咨询中心
| 主任 科技委主任 - 游光荣（2022年—） | 政治委员 |